# Dolbearsches Gesetz

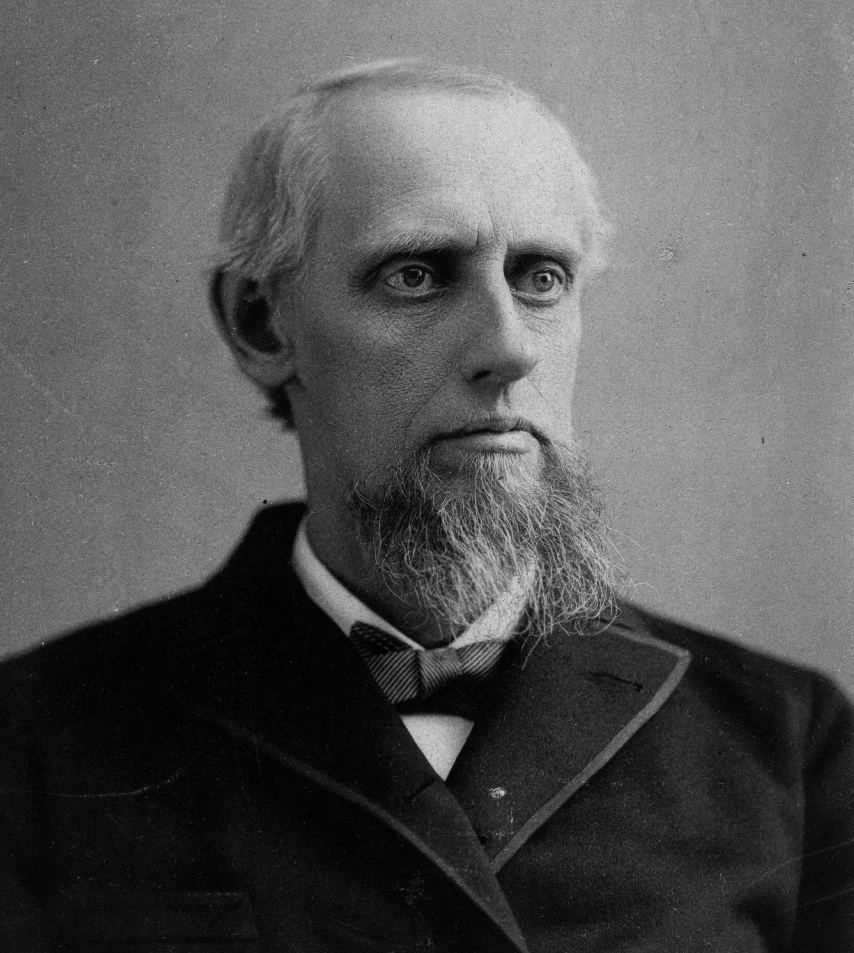
Amos Dolbear etwa 1880

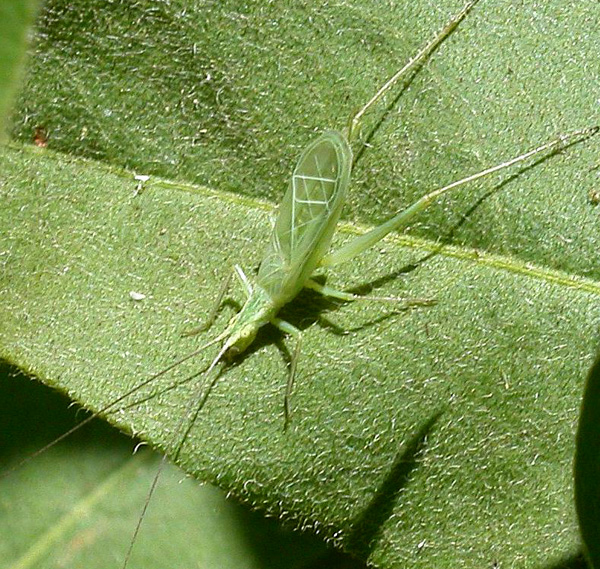
Das Dolbearsche Gesetz gilt ausschließlich für diese eine Art der Blütengrillen: Oecanthus fultoni

Das Dolbearsche Gesetz (Dolbear’s law) beschreibt den Zusammenhang zwischen der Temperatur und der Zirprate einer fast überall in den USA vorkommenden Grille, der zu den Blütengrillen gehörenden Oecanthus fultoni (Snowy Tree Cricket), die deshalb auch als Thermometergrille (Thermometer Cricket) bezeichnet wird. Das Gesetz wurde vom Physiker und Erfinder Amos Emerson Dolbear (1837–1910) formuliert und 1897 publiziert. In der heute verwendeten präzisierten und vereinfachten Form muss man lediglich 15 Sekunden lang zählen, wie oft das Insekt zirpt. Addiert man zu dieser Zahl 40, dann erhält man die Temperatur am Standort der Grille in Grad Fahrenheit.

## Formeln
Dolbear gab zum Ermitteln der Temperatur TF in Grad Fahrenheit aus der Anzahl N der Zirplaute in 60 Sekunden die folgende Formel an:
{\displaystyle T_{F}=50+\left({\frac {N_{60s}-40}{4}}\right)}
Diese Formel lässt sich durch Kürzen vereinfachen, wodurch die Division wegfällt. Dann sind lediglich die Zirplaute innerhalb von 15 Sekunden zu zählen, was allerdings auf Kosten der Genauigkeit geht. Die Temperatur in Grad Fahrenheit erhält man einfach durch Addition von 40:
{\displaystyle \,T_{F}=40+N_{15s}}
Eine Umrechnung der Dolbearschen Formel für die Temperatur in Grad Celsius ergibt exakt:
{\displaystyle \vartheta =10+\left({\frac {N_{60s}-40}{7{,}2}}\right)}
Meist wird der Nenner auf ganze 7 gerundet, damit sich die Formel leichter merken lässt. Ein Kürzen ist bei dieser Formel nicht sinnvoll, da man dann nur noch 8,3 Sekunden lang Zirplaute zählen müsste. Die wenigen Zirplaute würden zu inakzeptabel großen Fehlern führen. Außerdem ist das Vorgeben der Zeit problematischer als bei 15 oder 60 Sekunden.
Dolbear schreibt in seiner Originalarbeit ausschließlich von Grillen (crickets). Er erwähnt weder Ort noch Datum. Erst ein Jahr später berichten andere Autoren, dass seine Messungen zwischen August und September in Nebraska an Oecanthus niveus stattfanden. Bessey und Bessey veröffentlichen 1898 als genauere Formel, die zwischen 60 und 80 °F (16–27 °C) lediglich Abweichungen um ein bis zwei Grad liefert:
{\displaystyle T_{F}=60+\left({\frac {N_{60s}-92}{4{,}7}}\right)}
Gekürzt ergibt das exakt:
{\displaystyle \,T_{F}=40,4+N_{12{,}8s}}
Meist wird die Formel auch heute noch gerundet als Dolbearsches Gesetz angegeben, obwohl sie von der ursprünglichen Formulierung abweicht:
{\displaystyle \,T_{F}=40+N_{13s}}
Eine bessere Beschreibung des nichtlinearen Zusammenhangs, insbesondere bei Temperaturen unter 60 °F (16 °C), bekommt man, wenn man eine Arrhenius-Gleichung verwendet (TK ist hierbei die Temperatur in Kelvin):
{\displaystyle N_{13s}=5{,}63\cdot 10^{10}\cdot e^{-{\frac {6290K}{T_{K}}}}}
Der Exponent entspricht einer Aktivierungsenergie von rund 52 kJ/mol (12 kcal/mol), wie sie auch von anderen biologischen Systemen bekannt ist. Die nach der Temperatur umgestellte Formel enthält allerdings mathematische Operationen, die ein Ausrechnen im Kopf unmöglich machen (Ergebnis in Kelvin):
{\displaystyle T_{K}={\frac {6290K}{24{,}8-\ln(N_{13s})}}}

## Gültigkeit
Die Abhängigkeit der Zirprate von der Temperatur ist bei jeder singenden Grillen- oder Heuschreckenart anders. Außerdem gibt es regionale Unterschiede. Es kommt hier also zunächst auf die genaue Art an. Bis 1962 wurde häufig der Artname O. niveus statt O. fultoni verwendet. Auch bei dem von Dolbear gefundenen Zusammenhang muss es sich um Oecanthus fultoni handeln, denn die Art Oecanthus niveus im heutigen Sinne hat einen völlig anderen Gesangsrhythmus, der zu falschen Ergebnissen führen würde. Ein weiteres Problem besteht darin, dass die fast über die gesamten Vereinigten Staaten (außer Hawaii, Alaska, Montana und Florida) verbreitete Grille westlich der Great Plains bei gleicher Temperatur schneller singt. Hier muss die einfache lineare Formel abgeändert werden auf:
{\displaystyle \,T_{F}=38+N_{12,5s}}
Genauere Ergebnisse lassen sich erreichen, wenn die Zirpraten der Grillengesänge der jeweiligen Gegend graphisch gegen die Temperatur aufgetragen werden. Eine an die Messwerte angepasste Kurve ist im gesamten Temperaturbereich, in dem die Tiere singen, auf ein Grad Fahrenheit genau.
Oecoanthus fultoni hat den großen Vorteil, dass die Zirprate wenig streut, die Zirprate nur in sehr geringem Maße von anderen Faktoren abhängt (zum Beispiel Alter, Individuum), der Gesang für den Menschen sehr weit und gut zu hören ist (Frequenz in einem günstigen Bereich von 2,7 kHz, relativ hohe Schallintensität), sich die Zirplaute aufgrund der artspezifischen Rate im gesamten Temperaturbereich gut zählen lassen und das Tier fast überall in den USA vorkommt und häufig ist. Andere Grillen- oder Heuschreckenarten sind in einem oder mehreren dieser Punkte ungünstiger, obwohl auch deren Zirprate stark von der Temperatur abhängt. Aus diesem Grunde existiert in keinem anderen Land ein vergleichbar populäres Gesetz.